# Lazar Popović
Pour les articles homonymes, voir Popović.
Lazar Popović (né le 10 janvier 1983) est un footballeur serbe évoluant au poste d'attaquant. Il mesure 1,91 m pour un poids de 84 kg.
Popović joue au FK Čukarički Stankom de Čukarica avant de rejoindre le Stade brestois 29 lors de la saison 2005-2006. 

## Clubs
- 2000-2004 : FK Čukarički Stankom  Serbie (24 matchs, 6 buts)
- 2004-2005 : OFI Crète  Grèce (33 matchs, 26 buts)
- 2005-2006 : Stade brestois  France (7 matchs, 1 but)
- 2006-2009 : FK Čukarički Stankom  Serbie
- Depuis janvier 2009 : Daegu FC  Corée du Sud